# Actimel
Actimel® es la marca comercial bajo la que se comercializan una serie de productos lácteos probióticos. Actimel es un producto de la empresa francesa Danone, aunque en España se fabrica en la fábrica española de Aldaya.
Estos alimentos fermentados están enriquecidos con diferentes vitaminas como la D o B6. Se venden líquidos (con aspecto de yogur) en botellas de contenido de 100 ml y distintas agrupaciones (de 16, 8, 6, 5 o 4 botellitas de plástico). Estos pueden contener sabores, o combinaciones de frutas exóticas como la granada, los arándanos, el extracto de maca e incluso ginseng. En el año 2010, Actimel comercializaba una versión cremosa en packs de 4 unidades de 115g cada una, los cuales salieron al mercado poco después de la versión en botellitas. En algunos mercados, como el de Estados Unidos y Canadá, se comercializa este mismo producto bajo la denominación DanActive®. Hoy en día, Actimel produce más de 7,2 millones de botellas de Actimel al día en 30 países distintos.
El principal beneficio que la empresa comercializadora le atribuye es ayudar a las defensas del organismo, gracias a que contiene una cepa patentada de una bacteria, Lactobacillus casei DN-114.001, desarrollada por Danone. La denominación comercial de dicha cepa es L. Casei Imunitass en España, o L. Casei Defensis en Argentina.
Además del éxito cosechado por Actimel, varias compañías como kaiku, o Nestle o inclusive marcas blancas que tenían en sus líneas los mismos componentes[¿quién?], relanzaron su propio producto basado en las bacteria tipo L. casei y otras distintas; reiniciando una guerra de publicidad acerca de las características y las ventajas de cada una de las bacterias. Desde el año 1995, este tipo de leche fermentada se ha ido consolidando en la dieta de Europa occidental. La marca se comercializa en varios países de la Unión Europea como España, Francia, Alemania, Italia, Reino Unido, Bélgica, etc. Actimel fue uno de los primeros alimentos funcionales que salió al mercado después del producto japonés Yakult.[cita requerida]

## Características
En la pared del intestino conviven diversas poblaciones de microorganismos denominadas flora intestinal que favorecen la absorción de micronutrientes. El consumo de alimentos probióticos mejora la flora intestinal y es frecuente en estos alimentos funcionales el empleo de cultivos Lactobacillus que ayudan a mantener la flora intestinal. El consumo regular de productos que contienen la bacteria L. casei aumenta el número de bacterias beneficiosas lo que ayuda a mejorar el equilibrio de la microflora intestinal creando un entorno más favorable para su desarrollo. Este tipo de bacteria estimula también el crecimiento y la calidad de los enterocitos, células que forman la pared intestinal, dando mayor protección contra las bacterias patógenas. 
Su aporte calórico depende de la versión comercializada en cada caso, pero la versión más comercializada por cada 100 mililitros de producto aporta 88 calorías.
El producto Actimel® posee también los cultivos lácticos tradicionales de los yogures: Lactobacillus delbrueckii subsp. bulgaricus y Streptococcus thermophilus.

## Efectos
El estudio encargado por Danone a la Universidad de Navarra, en colaboración con la Red INDE, se realizó a 45 personas de ambos sexos, entre 51 y 58 años. Se realizó una división aleatoria en dos grupos, a uno se le dio un lácteo fermentado con L. Casei DN114001 tres veces diarias por un periodo de 8 semanas; al grupo de control se le dio un placebo. En el estudio se concluye que el consumo diario de lácteos fermentados que contengan lactobacillus casei DN114001 puede tener un efecto positivo en la modulación de las inmunodefensas innatas en personas de mediana edad sanas.
Otro estudio, llevado a cabo por el CSIC sobre 136 estudiantes, concluyó que el consumo diario de actimel ayuda a modular algunos aspectos de la respuesta inmunitaria en épocas de sobreesfuerzo intelectual.
www.actimel.com (enlace roto disponible en Internet Archive; véase el historial, la primera versión y la última). dice que el L. Casei DN-114.001 es más efectiva que otras cepas del mismo tipo presentes en diferentes productos lácteos como el queso y yogur tradicionales. Se basan en estudios encargados por Danone a instituciones como el mencionado estudio de la Universidad de Navarra. Se ha alegado que los resultados de varios estudios no son extrapolables o bien no se han obtenido resultados con mejorías significativas.
Otros estudios científicos señalan que no existe diferencia significativa entre los beneficios de lácteos probióticos en general y otros lácteos fermentados tradicionales. frente a yogures normales. El L Casei ha sido analizado en diferentes estudios que analizan sus efectos en diferentes grupos de edad.
En un estudio comparando el consumo de yogur tradicional, lácteos fermentados con L. Casei DN114001 y leche gelatinada, se concluyó que el grupo que consumió lácteos fermentados con L. Casei redujo el tiempo del tratamiento de la diarrea existente en niños, comparado al consumo de leche gelatinada. 
También se han estudiado los efectos de probióticos con lactobacilos (Lactobacillus casei, L. bulgaricus, y Streptococcus thermophilus) en la prevención de diarrea producida por tratamiento con antibióticos o por Clostridium difficile en pacientes de la tercera edad (edad media 74 años), concluyendo que puede reducirse su incidencia.
Otro estudio relativo a su efecto sobre la resistencia a infecciones típicas de invierno (respiratorias y gastrointestinales) en personas de edad muestra que, si bien no se produce una menor incidencia en los sujetos que consumieron lácteos fermentados con L. Casei DN114001, la duración de las infecciones y la temperatura máxima (fiebre) son algo menores en los mismos.
Por otro lado, estudios de la Universidad de Viena no mostraron diferencias significativas en el efecto estimulador del sistema inmunitario entre yogures tradicionales y los productos probióticos como Actimel en mujeres jóvenes y sanas.

## Productos de Actimel
Actimel solo tenía un sabor, el Actimel natural. Posteriormente Danone invirtió en crear una gama más variada de productos de Actimel, añadiendo diferentes sabores que se comercializarán en packs de 5 botellitas que están en comercialización desde mayo de 2017. Los sabores de los que dispondrá ahora la gama de Actimel serán:
- Actimel con un toque de Granada, Arándanos y extracto de maca.
- Actimel Ginseng 0% M.G.
- Actimel Jalea Real y Avena.

## Importancia de Actimel dentro del gran consumo
Actimel nació en España en 1995. A lo largo de los años la marca ha abanderado la alimentación funcional con su comunicación y sus productos. Sus comunicaciones en España han contado con varias celebridades e incluso en el año 2016 firmó un acuerdo de colaboración con la marca Star Wars. 
En el año 2015 lanzó al mercado el Actimel Pro-Vital, una nueva gama de productos que además del fermento y vitaminas, contenía ginseng. El nuevo producto se ubicó dentro de las 3 innovaciones más importantes del gran consumo según el Radar del Kantar World pannel de los nuevos productos lanzados en el año 2015 .

## Críticas a Actimel

### Publicidad engañosa
En 2006 un reportaje sobre publicidad en los alimentos del diario español El País señalaba que los anuncios de Actimel, bajo el lema "Refuerza tus defensas", eran de los que más quejas habían recibido; también indicaban que según la Asociación de Autocontrol de la Publicidad no estaba comprobado del todo: "hay corrientes científicas que ponen en duda su eficacia". La directora de la campaña de Foodwatch, Anne Markwardt, afirmó que «Actimel no protege de los resfriados; refuerza débilmente el sistema inmunológico y no tan bien como un yogur natural tradicional, pero cuesta cuatro veces más y está el doble de azucarado. La publicidad de Danone es un gran cuento probiótico».
Como respuesta a estas alegaciones Danone ha argumentado que «esta asociación lo único que pretende es confundir a los consumidores». En los últimos años Actimel ha obtenido resoluciones que validan algunas de sus alegaciones publicitarias, lo que no contradice, sin embargo, a los dichos de Markwardt.

### Bulos sobre Actimel
Una cadena de correos electrónicos de amplia difusión en internet afirmaba que los Lactobacillus son generados normalmente por el organismo, «pero cuando se le suministra externamente por un tiempo prolongado, el cuerpo deja de elaborarlos y paulatinamente “olvida” que debe hacerlo y cómo hacerlo, sobre todo en personas menores a 14 años.» Como respuesta a esta campaña anónima, en 2007 Danone publicó en su página web una nota informativa, 
acompañada de un comunicado del Consejo Superior de Investigaciones Científicas (CSIC), fechado el 17 de abril, y otro de la Asociación Española de Dietistas-Nutricionistas (AEDN) que a petición de Danone rebatían tales afirmaciones, señalando que es imposible que el organismo produzca o genere ningún microorganismo, y que Lactobacillus casei es consumido habitualmente en alimentos como quesos y leches fermentadas sin que se hayan registrado procesos patológicos causados por el mismo. El periódico El País explicó también la falsedad de esta información y las ocultas intenciones de este bulo. La asociación de internautas se hizo también eco del bulo, explicando que estos falsos rumores se pueden aprovechar de la ingenuidad del consumidor para llevar a cabo recopilación de direcciones de correo o acciones de piratería.
Como consecuencia de ello, en Argentina el 11 de abril de 2007, el diputado entrerriano Raúl Patricio Solanas presentó un proyecto de ley ante la Cámara de Diputados argentina; Bacteria "L. casei defensis": obligatoriedad de incluir una leyenda en productos alimenticios de consumo humano, advirtiendo sus contraindicaciones. Dicho proyecto reconocía los efectos beneficiosos de los lactobacillus en «el mantenimiento de la flora intestinal, la modulación de la renovación celular a nivel del epitelio intestinal, la contribución a la conservación del equilibrio del sistema inmunológico», aunque también recogía las mismas afirmaciones de la cadena de correos electrónicos, y buscaba la inclusión de una leyenda aclaratoria acerca de los posibles efectos adversos que podría tener el consumo por un tiempo prolongado de Actimel. En el proyecto se mencionaba que «el Gobierno Nacional a través de la Secretaría de Salud obligó a la Empresa Láctea "La Serenísima" a indicar en su publicidad que el producto no debe consumirse por un tiempo prolongado; y cumplieron, pero en una forma tan sutil que ningún consumidor lo percibe», considerando fundamental que «mediante una Ley se obligue a todas las empresas alimentarías a indicar en sus productos estos efectos colaterales para que la población sea quién decida consumir o no dicho producto, y se evite ser engañada mediante avisos publicitarios». Esta información se demostró falsa y, de hecho, Actimel se sigue comercializando a día de hoy en Argentina.
También circuló, en el año 2012, una versión, indicando que estaban prohibidos el consumo y la venta de Actimel en Estados Unidos, Alemania y Francia, entre otros lugares. Esto no ocurrió en ningún momento. Actimel, es una de las principales marcas de Danone y maneja grandes volúmenes de ventas en Noruega, Bélgica, Inglaterra e Italia, además de los países mencionados en la información falsa. Justamente se trata de sitios en los que las regulaciones y controles alimentarios son muy estrictos, por lo que no permitirían comercializar productos que representaran algún peligro para la salud. [cita requerida]